# Alessandro Rivolta
Alessandro Rivolta (Oleggio, 9 de junio de 1962) es un deportista italiano que compitió en tiro con arco, en la modalidad de arco recurvo.
Ganó una medalla de plata en el Campeonato Mundial de Tiro con Arco al Aire Libre de 1995, una  medalla de bronce en el Campeonato Mundial de Tiro con Arco en Sala de 1995 y cuatro medallas en el Campeonato Europeo de Tiro con Arco en Sala, en los años 1996 y 2006.

## Palmarés internacional
| Campeonato Mundial al Aire Libre | Campeonato Mundial al Aire Libre | Campeonato Mundial al Aire Libre | Campeonato Mundial al Aire Libre |
| Año                              | Lugar                            | Medalla                          | Prueba                           |
| -------------------------------- | -------------------------------- | -------------------------------- | -------------------------------- |
| 1995                             | Yakarta (Indonesia)              | Medalla de plata                 | Equipo                           |
| Campeonato Mundial en Sala       |                                  |                                  |                                  |
| Año                              | Lugar                            | Medalla                          | Prueba                           |
| 1995                             | Birmingham (Reino Unido)         | Medalla de bronce                | Equipo                           |
| Campeonato Europeo en Sala       |                                  |                                  |                                  |
| Año                              | Lugar                            | Medalla                          | Prueba                           |
| 1996                             | Mol (Bélgica)                    | Medalla de oro                   | Individual                       |
| 1996                             | Mol (Bélgica)                    | Medalla de plata                 | Equipo                           |
| 2006                             | Jaén (España)                    | Medalla de oro                   | Individual                       |
| 2006                             | Jaén (España)                    | Medalla de plata                 | Equipo                           |